# Söndag, satans söndag
Söndag, satans söndag (originaltitel: Sunday Bloody Sunday) är en brittisk dramafilm från 1971 i regi av John Schlesinger. Manuset skrevs av Penelope Gilliatt. Rollerna spelas av bland andra Murray Head, Glenda Jackson, Peter Finch och Peggy Ashcroft.
1999 placerade British Film Institute filmen på 65:e plats på sin lista över de 100 bästa brittiska filmerna genom tiderna.

## Medverkande (i urval)
- Peter Finch – Dr. Daniel Hirsh
- Glenda Jackson – Alex Greville
- Murray Head – Bob Elkin
- Peggy Ashcroft – Mrs. Greville
- Tony Britton – George Harding
- Maurice Denham – Mr. Greville
- Bessie Love – Answering Service Lady
- Vivian Pickles – Alva Hodson
- Frank Windsor – Bill Hodson
- Thomas Baptiste – Professor Johns
- Richard Pearson – Patient
- June Brown – Woman Patient
- Hannah Norbert – Daniel's Mother
- Harold Goldblatt – Daniel's Father